# Dolle Muthas
Adolf Ragnvald Mutas, född 2 januari 1927 i Ukraina, död 2 maj 2008 i Visby, var en svensk dragspelare och orkesterledare.  
Mutas är ättling till de så kallade svenskbyborna och kom vid två års ålder från Ukraina till Gotland med sina föräldrar. 12 år gammal började han intressera sig för dragspelsmusik, köpte ett ”Raggie Special” och fick kontakt med Andrew Walter via dennes dragspelsskola, en så kallad korrespondenskurs. 
Sin första orkester bildade han 1946 under namnet Dolles och genom åren har han framträtt i flera sammansättningar, egna och andras. 
Sveriges Radio P4 Gotland skrev 2007 på sin webbplats: ”Dolle och Ulla-Britt Muthas är ett begrepp på musikgotland, bland annat genom sin musikaffär som försett generationer av gotländska musiker med instrument. De har också spridit musik och glädje på ett otal fester och andra tillställningar på Gotland genom åren.” Samma hemsida ger honom epitetet ”dragspelskungen”.
När gotländska Bacchi Bröder 2003 instiftade sitt så kallade musikantpris Vandringskäppen, var Dolle Muthas först att hedras. 